# 鲍里斯·斯特凡诺夫
鲍里斯·斯特凡诺夫 (羅馬尼亞語：Boris Ștefanov, 曾化名德拉加诺夫或德拉古；1883年10月18日—1969年10月11日)，罗马尼亚共产党政治人物，1936年至1940年担任罗马尼亚共产党总书记。

## 早期的生活和行动
斯特凡出生于保加利亚科泰尔的一个富有的地主家庭。1894年科泰尔火灾之后，他全家搬到Tsar Boris, Southern Dobrudja。完成高中学业后，他成了一名教师。1903年至1905年，他加入索非亚的堡垒营，最后升任为中尉。1903年他姐姐安娜给他介绍了社会主义思想，她是瓦尔纳 的保加利亚工人社会民主党组织书记。鲍里斯、安娜和格奥尔基·巴卡洛夫一起偷运了一批俄罗斯地下文学。1904年他申请加入了工人社民党的激进派。
在巴尔干战争中，他在瓦尔纳的黑海海岸附近指挥一个炮兵连。布加勒斯特条约结束了战争，1913年斯特凡诺夫的家乡划归罗马尼亚。他决定留在他家乡附近。 在社会主义活动家克里斯蒂安·拉科夫斯基的帮助下， 他于在1913年9月加入了罗马尼亚社会民主党。 在此期间，他受到由罗马尼亚社会主义思想家Constantin Dobrogeanu-Gherea提出的"新农奴制"理论的强烈影响。斯特凡还继续与各种社会主义团体跨界协作，比如“狭义社会主义者”、"广义社会主义者"和保加利亚农业国家联盟)。之后的第一次世界大战爆发，他支持社民党的和平主义立场；尽管如此，他在1916年参军，成为了罗马尼亚军队的步兵中卫。 由于他继续在士兵中宣传社会主义，他被几次转往其他部队，并最终被拘留。
尽管他是保加利亚裔，他能说流利的羅馬尼亞語。据说他参加了民族自决运动。据报告，他最后破了产，而不得不放弃大部分继承权。
由于他同时加入了罗马尼亚社会党(PS)、斯特凡诺夫成功成为了议员的候选人，但是，和Gheorghe Cristescu和Alexandru Dobrogeanu-Gherea一样，他没能通过入职验证。 他后来成为社会党温和派，且支持一个布尔什维克的项目。 那时，他开始倡导土地改革，认为由Alexandru Averescu政府扬·约内尔·布勒蒂亚努 发起的这一进程远远不够。作为社民党总委员会的一员，斯特凡诺夫参与起草了大罢工1920年的宣言。结果，他因被控从事共产主义活动被囚禁在日拉瓦。虽然因此他没能参加罗马尼亚共产党的成立大会，他完全赞同其各项决定。
他在Dealul Spirii审判中被起诉并受到大赦， 斯特凡在1922年当选为总委员会委员。 在同一年，他代表少数派加入了众议院，并任驻共产国际特使。

## 斯特凡诺夫和罗马尼亚的共产党活动
虽然，像Cristescu一样，他被共产国际批评为支持渐进改革， 他在1924年罗共被取缔后迅速晋级领导层。 1926年他再次被捕，在Siguranța Statului的镇压之后，斯特凡诺夫是在一个同志被迫供出所有罗共领袖的名字后暴露的。 尽管有国际赤色济难会的支持和马塞尔·波克尔的干预，他仍然被控叛国罪。
许多党员包括整个政治局都逃亡苏联，斯特凡诺夫最终被释放，并领导当地秘书处。
斯特凡诺夫领导罗马尼亚代表团参加了第五次和第七次共产国际世界大会；尽管他是保加利亚裔，他被认为是罗共的本土成员，并在亚历山大·斯特凡斯基的担保下成为罗共总书记。 第七届会议，他还当选共产国际执行委员会，并进入主席团，直到1941年8月。 随后，斯特凡诺夫参加了大清洗中对托洛斯基派的打压，他指控Elena Filipescu和马塞尔·波克尔支持托洛茨基。
虽然他自己也被苏联怀疑，他还是在1938年逃到莫斯科。

## 流亡和后来的争议
1940年他被免除党内领导职务，1951年被罗共中央指责脱离工人阶级，引入了"新農奴制"理论，以及在1927年提倡与资产阶级正党联合。罗马尼亚是实际领导权在1938年转到了Bela Breiner手中。
斯特凡诺夫是格奥尔基·季米特洛夫的朋友，后者被认为在1938年挽救了他使其免遭厄运。他人生中的最后十年是在索菲亚, 保加利亚度过的。在随后的岁月，斯特凡诺夫的形象和地位仍然饱受争议：1961年，共产党高层Valter Roman就曾为许多过去受清洗的党员辩护，包括斯特凡诺夫。不过Petre Borilă反对，他认为斯特凡诺夫同情纳粹主义，并认为它是通向社会主义经济的一条道路。
在1963年他80岁生日那天， 保加利亚共产党政府授予斯特凡诺夫该国的最高荣誉季米特洛夫勋章，该奖项被视为对罗马尼亚共产党的挑衅，并导致两国关系的转冷。后来斯特凡诺夫参与编辑了保加利亚的报纸和杂志，还加入了友谊委员会，寻求加强保加利亚与罗马尼亚、苏联和南斯拉夫的关系。1969年10月他死于一场车祸。